# Peter Marsland
Peter Marsland (ur. 6 marca 1985 w Hammersmith) – brytyjski wioślarz.

## Osiągnięcia
- Mistrzostwa Świata U-23 – Glasgow 2007 – czwórka ze sternikiem – 3. miejsce[1].
- Mistrzostwa Europy – Ateny 2008 – czwórka bez sternika – 7. miejsce[1].